# Jan II Aragoński
Jan II Aragoński (ur. 29 czerwca 1398 w Medina del Campo, zm. 20 stycznia 1479) – król Aragonii, Sardynii i Korsyki (1458–1479) i Nawarry (1425–1479), hrabia Barcelony. Był synem Ferdynanda I i jego żony Eleanory z Alburquerque.
Poślubił Blankę I, królową Nawarry, córkę Karola III. Mieli razem czworo dzieci:
- Karola, księcia Viany (1421–1461),
- Joannę (1423-1425),
- Blankę II z Nawarry (1424–1464) – w latach 1440-53 żonę Henryka IV, króla Kastylii,
- Eleonorę I z Nawarry (1425–1479) – żonę Gastona IV de Foix, a także babkę Anny de Foix, królowej Węgier i Czech.

Później Jan poślubił Joannę Enríquez, z którą miał trójkę dzieci:
- Eleonorę Aragońską (ur. i zm. 1448)
- Ferdynanda II Aragońskiego (1452–1516), którego wybrał na swojego następcę pomijając pierworodnego Karola, księcia Viany, i który rządził zarówno Aragonią jak i Kastylią,
- Joannę Aragońską (1454–1517) – żonę Ferdynanda I, króla Neapolu.

Ze związków pozamałżeńskich Jan II doczekał się kilkorga dzieci:
- Alfonsa (1417–1495),
- Jana (1439/40–1475) – biskupa Zaragozy,
- Marii (1455–?).

To dzięki Janowi doszło też do małżeństwa Ferdynanda i Izabeli Kastylijskiej, które połączyło państwa hiszpańskie, Kastylię i Aragonię, w jedno wspólne państwo, które dało początek nowożytnej Hiszpanii.